# Mai 1986
Portal Geschichte | Portal Biografien | Aktuelle Ereignisse | Jahreskalender | Tagesartikel

◄ |
19. Jahrhundert |
20. Jahrhundert
| 21. Jahrhundert

◄ |
1950er |
1960er |
1970er |
1980er
| 1990er | 2000er | 2010er | ►

◄ |
1982 |
1983 |
1984 |
1985 |
1986
| 1987 | 1988 | 1989 | 1990 | ►

◄ |
Februar 1986 |
März 1986 |
April 1986 |
Mai 1986 |
Juni 1986 |
Juli 1986 |
August 1986 |
►
Dieser Artikel behandelt aktuelle Nachrichten und Ereignisse im Mai 1986.

## Tagesgeschehen

### Freitag, 2. Mai 1986

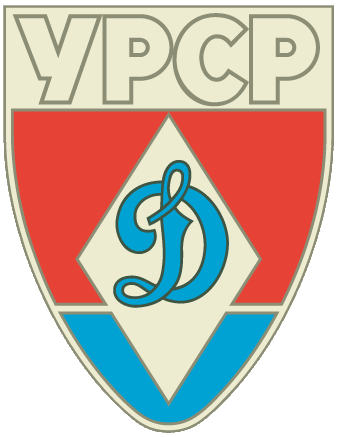
Logo von Dynamo Kiew

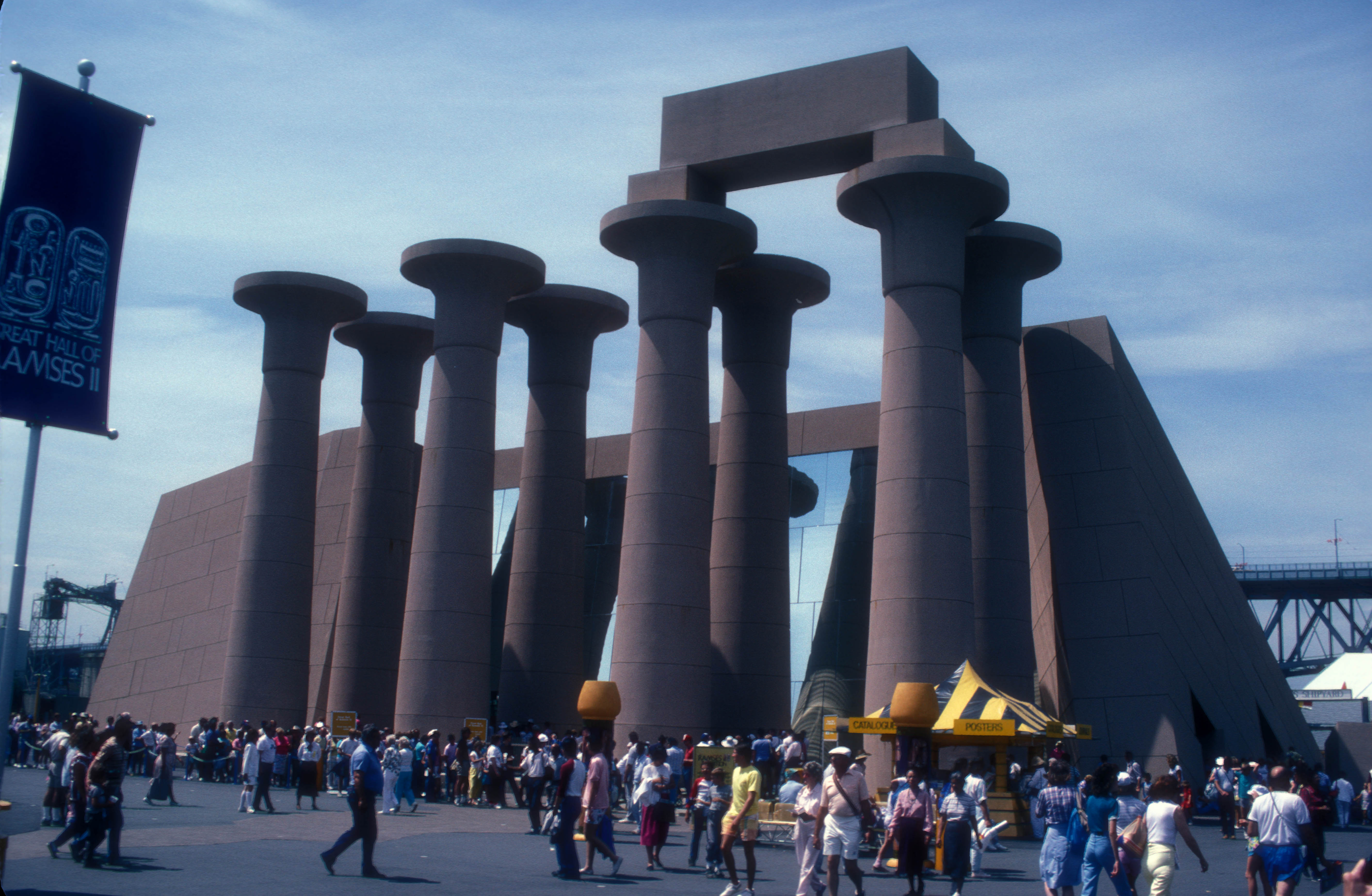
Ägyptischer Pavillon auf der Expo

- Lyon/Frankreich: Dynamo Kiew aus der Sowjetunion gewinnt den Fußball-Europapokal der Pokalsieger durch einen 3:0-Finalsieg gegen Atlético Madrid.[1]
- Vancouver/Kanada: Das Thronfolgerpaar der britischen Monarchie Prinz Charles und Prinzessin Diana sowie der kanadische Premierminister Brian Mulroney eröffnen im BC Place Stadium die Weltausstellung Expo 86.[2]

### Samstag, 3. Mai 1986
- Bergen/Norwegen: Die Sängerin Sandra Kim gewinnt in der „Grieghallen“ für Belgien das Finale im 31. Grand Prix Eurovision de la Chanson.[3]
- Berlin/Deutschland: Der FC Bayern München gewinnt gegen den VfB Stuttgart im Finale des DFB-Pokals der Herren mit 5:2.[4]

### Sonntag, 4. Mai 1986
- Tokio/Japan: Der zwölfte Weltwirtschaftsgipfel der Staatschefs der Gruppe der Sieben sowie eines Vertreters der EWG beginnt. Die Nuklearkatastrophe, die sich vor acht Tagen im sowjetischen Kernkraftwerk Tschernobyl ereignete, ist der wichtigste Punkt auf der Tagesordnung. Im Themenbereich Wirtschaft will die Delegation der Vereinigten Staaten um den weltweiten Abbau von Handelshemmnissen werben.[5]
- Wien/Österreich: Im ersten Wahlgang der Bundespräsidentenwahl entfallen über 93 % der Stimmen auf den von der ÖVP nominierten parteilosen Kandidaten Kurt Waldheim, der die meisten Stimmen erhält, und auf den SPÖ-Politiker Kurt Steyrer, die somit im kommenden Monat in einer Stichwahl aufeinandertreffen werden.[6]

### Dienstag, 6. Mai 1986

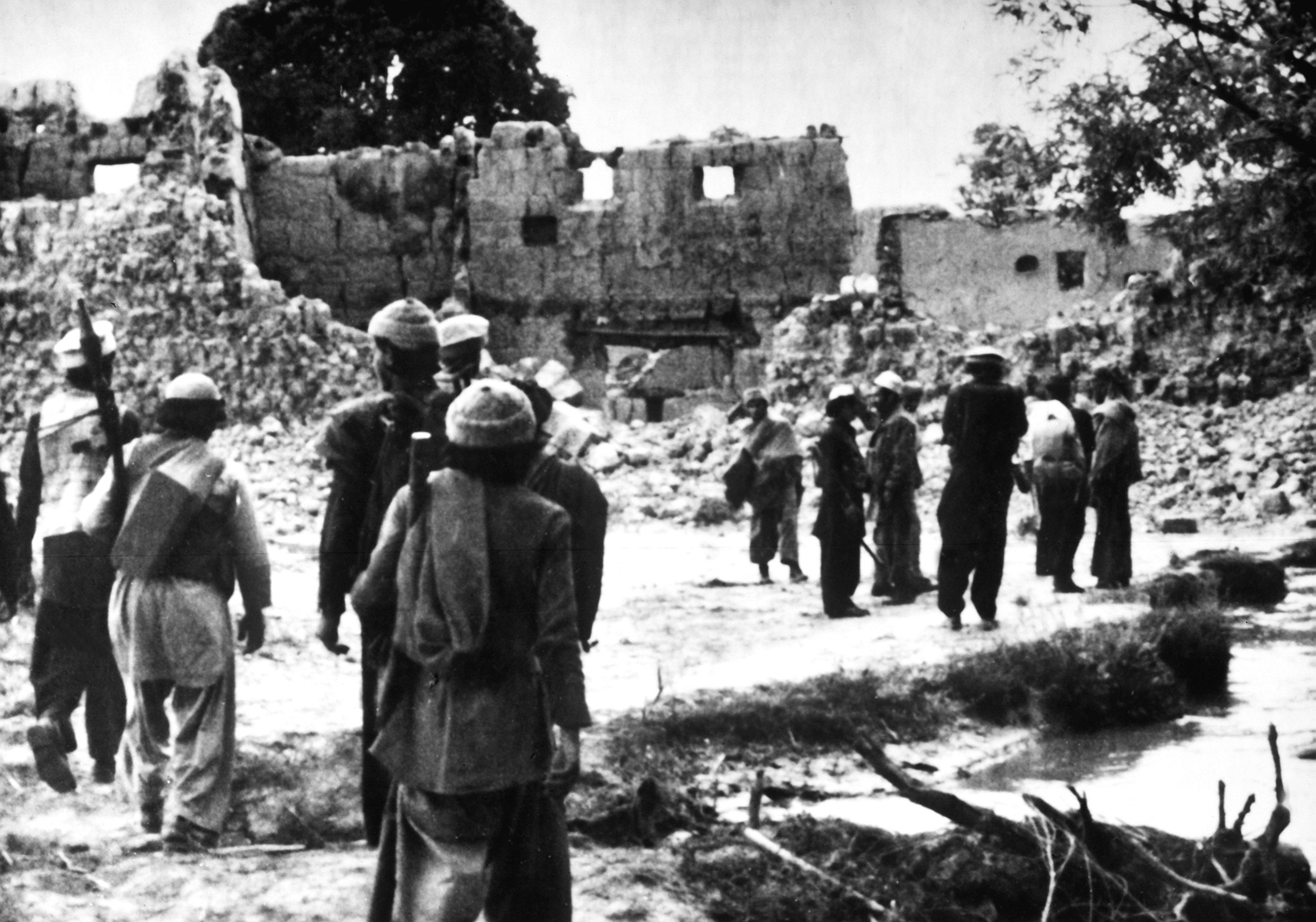
Zerstörte Siedlung in Afghanistan

- Berlin/Deutschland: Das Final-Rückspiel im Fußball-UEFA-Cup findet in Berlin statt, weil die UEFA den 1. FC Köln wegen Ausschreitungen seiner Fans mit einer Platzsperre für das heimische Müngersdorfer Stadion belegte. Titelverteidiger Real Madrid gewann das Hinspiel 5:1 und wird nach einer 0:2-Niederlage erneut Europapokalsieger.[7]
- Kabul/Afghanistan: Im Stellvertreterkrieg zwischen den Vereinigten Staaten, Saudi-Arabien und Pakistan, die gemeinsam den bewaffneten Widerstand der Hizb-i Islāmī und ähnlicher Gruppen unterstützen, sowie der Sowjetunion an der Seite der regierenden Demokratischen Volkspartei Afghanistans ruft Staatsoberhaupt Babrak Karmal zur „nationalen Aussöhnung“ auf. Mit Zugeständnissen an den Gegner wolle er das Land zum Frieden führen.[8]
- Tokio/Japan: Der Weltwirtschaftsgipfel der Gruppe der Sieben (G7) sowie eines Vertreters der EWG endet. Dem sowjetischen Staat bieten die Teilnehmer unter dem Eindruck der Nuklearkatastrophe von Tschernobyl medizinische und technische Hilfe an. Bislang versucht das Land, die Probleme aus eigener Kraft zu lösen. Des Weiteren vereinbaren die G7-Staaten jährliche Treffen ihrer Finanzminister, um die Zusammenarbeit im Finanzbereich zu harmonisieren.[9][10]
- Wien/Österreich: Im Finale des ÖFB-Cups kommt es zu einer Neuauflage des Vorjahresendspiels zwischen dem SK Rapid Wien und dem FK Austria Wien. Diesmal gewinnt Austria, mit 6:4 nach Verlängerung, und wird Österreichischer Fußballpokalsieger 1986.[11]

### Mittwoch, 7. Mai 1986
- Sevilla/Spanien: Der FC Steaua Bukarest gewinnt den Fußball-Europapokal der Landesmeister durch einen Finalsieg im Elfmeterschießen gegen den FC Barcelona.[12]

### Donnerstag, 8. Mai 1986
- Aachen/Deutschland: Der Karlspreis wird an den luxemburgischen Großherzog Jean übergeben in Anerkennung des „beispielgebenden, standhaften Eintretens für die Vereinigung der Völker Europas“ durch das „luxemburgische Volk“.[13]
- Berlin/Deutschland: Die Tageszeitung Neues Deutschland meldet, dass in Folge der Nuklearkatastrophe von Tschernobyl im Vormonat „keinerlei gesundheitliche Gefährdungen für die Bevölkerung der DDR bestanden haben oder bestehen“.[14]

### Donnerstag, 15. Mai 1986
- Belgrad/Jugoslawien: Sinan Hasani vom Bund der Kommunisten löst seinen Parteikollegen Radovan Vlajković als Vorsitzender des Präsidiums der SFR Jugoslawien ab und wird neues Staatsoberhaupt der Republik.[15]
- Mexiko-Stadt/Mexiko: Das Kunstmuseum Franz Mayer wird eröffnet. Der Schwerpunkt der Ausstellungen liegt auf heimischen Objekten des Kunsthandwerks.[16]

### Montag, 19. Mai 1986
- Bern/Schweiz: Der FC Sion gewinnt das Final im Schweizer Cup der Fussballer mit 3:1 gegen den Servette FC Genève.[17]
- Cannes/Frankreich: Der Film Mission des französisch-britischen Regisseurs Roland Joffé wird bei den 39. Internationalen Filmfestspielen mit der Palme d’or ausgezeichnet.[18]
- São Paulo/Brasilien: In Brasilien kommt es zu Sichtungen von unbekannten Flugobjekten und von Lichterscheinungen durch Mitarbeiter des Flughafens der Stadt São José dos Campos sowie durch die alarmierten Luftstreitkräfte. Außergewöhnlich ist, dass gleich vier diensthabende Personen die Himmelsphänomene bezeugen.[19]
- Washington, D.C./Vereinigte Staaten: US-Präsident Ronald Reagan unterzeichnet den „Firearm Owners Protection Act“ (deutsch „Gesetz zum Schutz der Besitzer von Handfeuerwaffen“). Alle Personen in den USA, die bis zum heutigen Tag auf legalen Wegen ein oder mehrere Maschinengewehre erworben haben, dürfen diese behalten, allerdings ist der Neuerwerb von Maschinengewehren künftig untersagt.[20]

### Mittwoch, 21. Mai 1986
- Den Haag/Niederlande: Ministerpräsident Ruud Lubbers vom Christlich-Demokratischen Aufruf (CDA) kann nach der Wahl zur Abgeordnetenkammer des Parlaments weiterregieren. Die Wähler entscheiden sich zu circa 34,6 % für den CDA und zu rund 17,4 % für dessen Koalitionspartner, die Volkspartei für Freiheit und Demokratie. Zweitstärkste Kraft ist die Partei der Arbeit mit knapp über 30 %.[21]

### Donnerstag, 22. Mai 1986
- München/Deutschland: Der Rundfunkveranstalter Bayerischer Rundfunk (BR) boykottiert die ARD-weite Ausstrahlung der TV-Sendung Scheibenwischer mit dem Kabarettisten Dieter Hildebrandt, denn der BR-Programmdirektor Helmut Oeller lehnte die Figur des atomar verstrahlten Großvaters im Drehbuch der heutigen Ausgabe ab. Ins Programm nahm Oeller dafür ein Hildebrandt-Werk aus den 1960er Jahren.[22]

### Samstag, 24. Mai 1986

Logo vom Berner SC Young Boys

- Berlin/Deutschland: Der Titelverteidiger Berliner FC Dynamo wird Meister der Fußball-Oberliga der DDR 1986. Es ist der achte nationale Meistertitel in Serie für den Verein.[23]
- Calgary/Kanada: Der Stanley Cup der nordamerikanischen Eishockey-Profiliga NHL geht in diesem Jahr an die Canadiens de Montréal, die das fünfte und entscheidende Spiel der Finalserie gegen die Calgary Flames mit 4:3 für sich entscheiden.[24]
- Neuchâtel/Schweiz: Der Berner SC Young Boys wird Schweizer Fussballmeister 1986 nach einem 4:1-Sieg beim Neuchâtel Xamax FC.[25]

### Sonntag, 25. Mai 1986

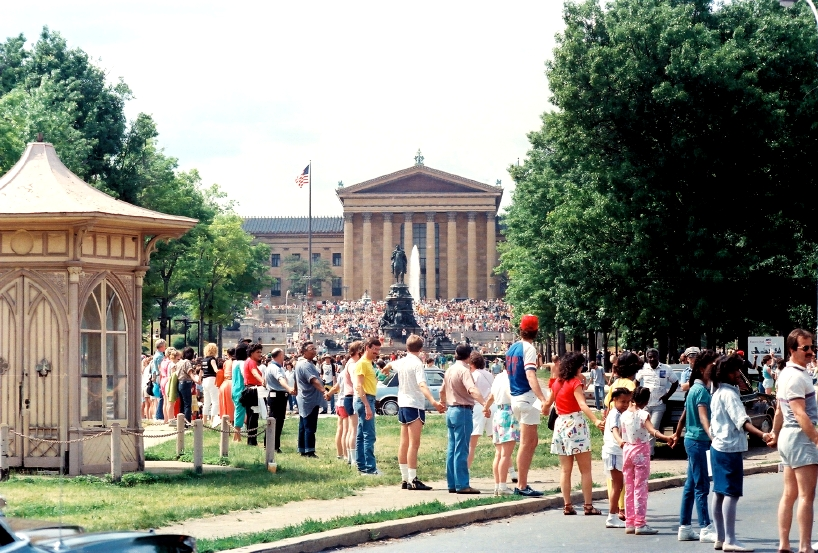
„Hands Across America“ in Philadelphia

- Vereinigte Staaten: Bei der Wohltätigkeitsveranstaltung „Hände durch Amerika“ (englisch „Hands Across America“) bilden mehr als fünf Millionen Menschen eine Menschenkette, die jedoch nicht konstant von der West- zur Ostküste verläuft. Der Musikmanager Kenneth Kragen ist Organisator dieser Demonstration gegen Armut in Afrika mit einem Spendenerlös in Höhe von 34 Millionen US-Dollar.[26]

### Donnerstag, 29. Mai 1986

Die Europaflagge wird aufgewertet

Flagge der Montanunion

- Brüssel/Belgien: Die Europaflagge, das Symbol des Europarats, wird für fast alle Institutionen der Europäischen Gemeinschaften als verbindliches Emblem eingeführt. Lediglich die Montanunion verwendet weiterhin ihre eigene Flagge.[27]
- Mexiko-Stadt/Mexiko: Auf dem 45. Kongress des Weltfußballverbands FIFA wird der seit 1974 amtierende Präsident der Organisation João Havelange aus Brasilien erneut für vier Jahre gewählt.[28]

### Freitag, 30. Mai 1986
- Linz/Österreich: Der FK Austria Wien wird durch einen 1:0-Sieg beim Linzer ASK Österreichischer Fußballmeister 1986.[29]
- Bonn/Deutschland: Die Ermittlungsbehörde im Landgericht stellt das Verfahren um illegale Praktiken der Parteienfinanzierung gegen Bundeskanzler Helmut Kohl (CDU) im so genannten „Flick-Skandal“ ein, weil sie ihm keine vorsätzliche Annahme illegaler Spenden nachweisen kann.[30]

### Samstag, 31. Mai 1986

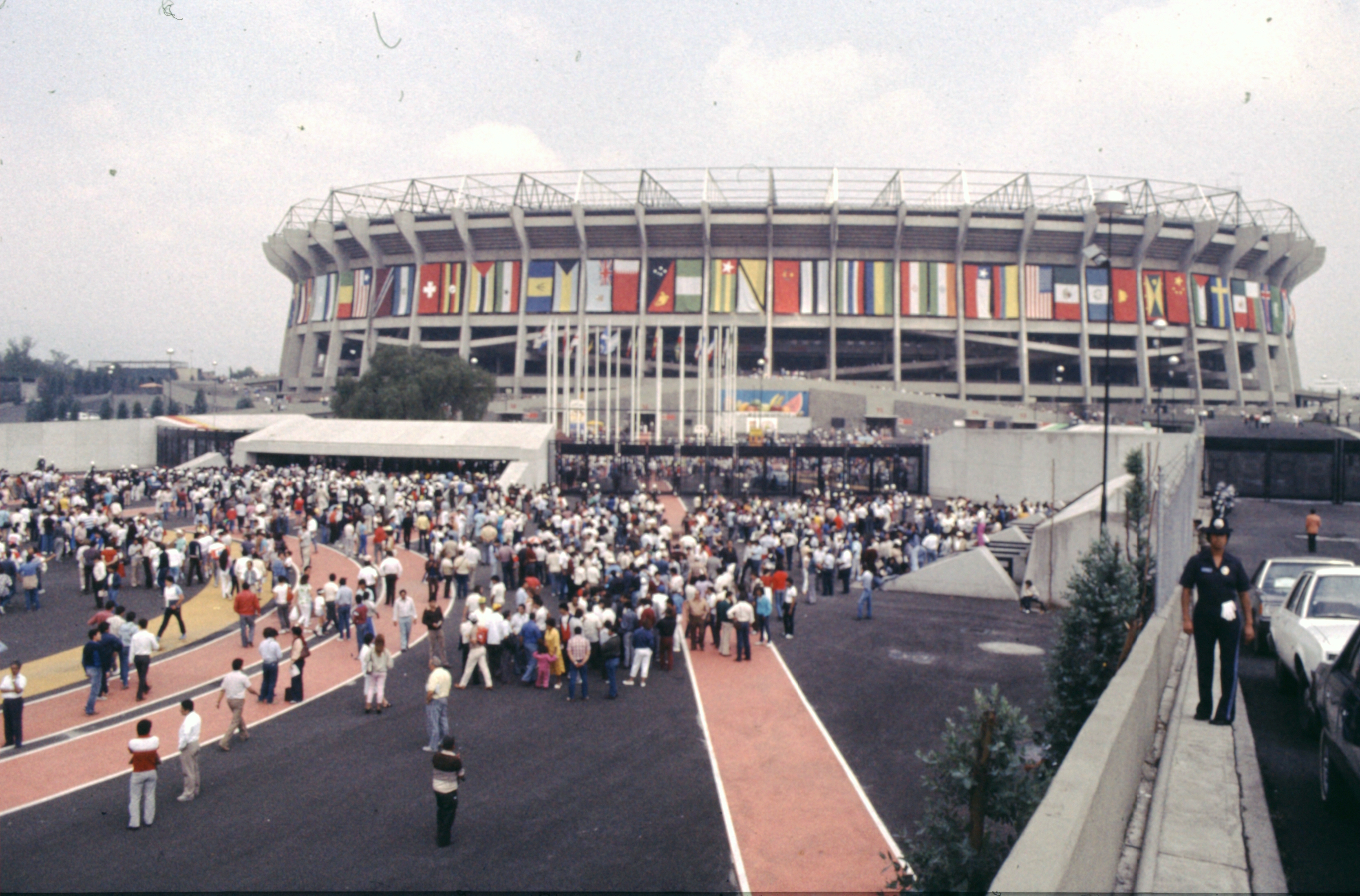
Aztekenstadion in Mexiko-Stadt

- Berlin/Deutschland: Im Finale des Fußballvereinspokals der DDR der Männer besiegt der 1. FC Lokomotive Leipzig den 1. FC Union Berlin mit 5:1.[31]
- Mexiko-Stadt/Mexiko: Im Eröffnungsspiel der 13. Fußball-Weltmeisterschaft trennen sich die Nationalmannschaften von Italien und Bulgarien mit 1:1.[32]

## Weblinks

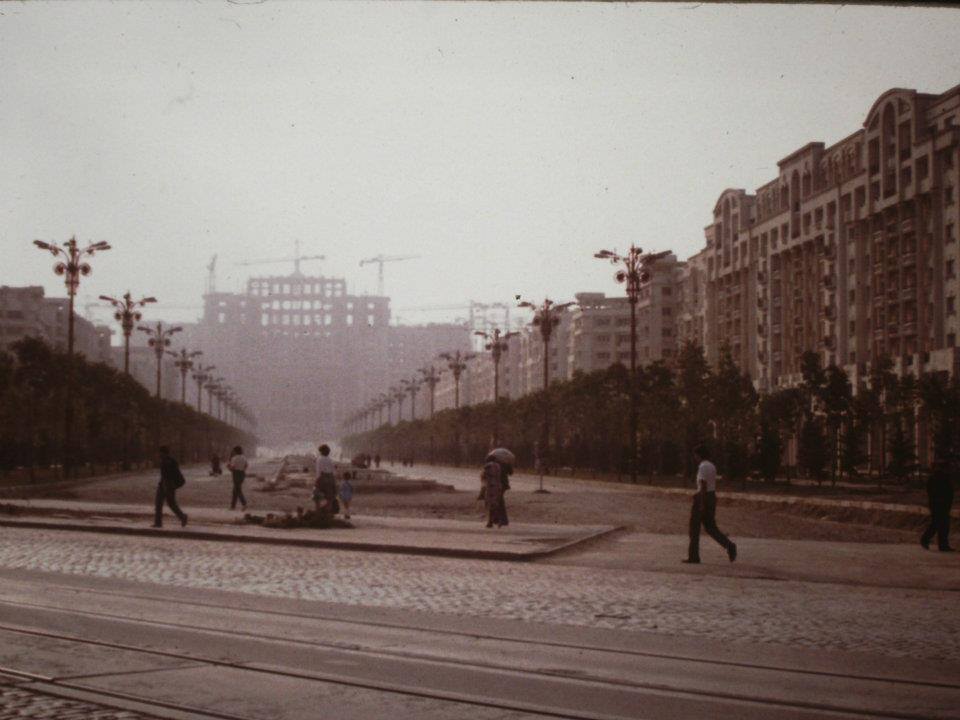
Bukarest im Mai 1986